# Duisburg-Buchholz (przystanek kolejowy)
Duisburg-Buchholz – przystanek kolejowy w Duisburgu, w kraju związkowym Nadrenia Północna-Westfalia, w Niemczech. Znajduje się tu 1 peron.
| Duisburg-Buchholz             |  |                  |
| Linia Köln Hbf – Duisburg Hbf |  |                  |
| Duisburg Großenbaum           |  | Duisburg Schlenk |